# Jim Nance
James Solomon Nance, detto Jim o Big Jim (Indiana, 30 dicembre 1942 – 17 giugno 1990), è stato un giocatore di football americano statunitense che ha giocato nel ruolo di fullback nella American Football League (AFL), nella National Football League (NFL) e nella World Football League. Al college giocò a football alla Syracuse University.

## Carriera professionistica
Nance fu scelto nel primo giro del Draft AFL 1965 dai Buffalo Bills e nel secondo giro del Draft NFL 1965 dai Chicago Bears. Nance firmò però con i Boston Patriots. Anche se non si mise in luce nella sua stagione da rookie, guidò la AFL in yard corse nelle successive due stagioni. Fu l'unico giocatore della storia della AFL a superare le 1.400 yard corse in una stagione, correndone 1.458 con 17 touchdown nel 1966. Quell'anno corse 208 yard e 2 touchdown nella vittoria 24-21 sugli Oakland Raiders.
Nance fu convocato per l'All-Star Game della American Football League All-Star nrl 1966, venendo anche premiato come MVP della lega, e fu nuovamente un All-Star nel 1967 quando divenne l'unico giocatore della storia della lega a correre mille yard per due stagioni consecutive, questa volta 1.216. Si ritirò come leader di tutti i tempi dei Patriots con 60 touchdown in carriera, un record che ancora gli appartiene.
Nel 1972 fu scambiato coi Philadelphia Eagles ma rifiutò di giocarvi, ritirandosi temporaneamente. Si un' ai New York Jets l'anno successivo.
Nel 1974, Nance giocò con gli Houston Texans/Shreveport Steamer della World Football League, correndo 1.240 yard. Nel 1975 corse per 767 yard prima che la WFL fallisse. È il leader di tutti i tempi della lega con 2.007 yard corse, oltre a 15 touchdown segnati.

## Palmarès
- MVP della AFL: 1

1966
- AFL All-Star: 2

1966, 1967
- Formazione ideale del 50º anniversario dei Patriots